# Serixia celebensis
Serixia celebensis là một loài bọ cánh cứng trong họ Cerambycidae.